# Голяма песчанка
Големите песчанки (Rhombomys opimus), наричани също големи песъчарки и големи дневни ирди, са вид дребни бозайници от семейство Мишкови (Muridae), единствен представител на род Rhombomys.
Те са най-едрите песчанки, като дължината на тялото с главата им достига 15-20 cm. Всеки от резците им има по две характерни резки, а ноктите на предните крака са уголемени и пригодени за копаене. Разпространени са в пустинните области на Централна Азия, от Каспийско море и североизточен Иран до Манджурия.
Големите песчанки често образуват колонии от множество индивиди, обитаващи сложни системи от тунели, с обособени камери за гнездене и съхранение на храна. Активни са главно през деня и се хранят с различни растителни продукти. Макар че през зимата прекарват по-дълго време в тунелите си, те не влизат в хибернация. Продължителността на живота е 2-4 години.
Големите песчанки са вредител по посевите и известен преносител на инфекциозни заболявания, като чума и кожна лайшманиоза.